# Język mori bawah
Język mori bawah, także: mori, petasia, mori wschodni – język austronezyjski używany na wschodnim wybrzeżu indonezyjskiej wyspy Celebes (Sulawesi). Według danych z 1988 roku posługuje się nim 14 tys. osób.
Można wyróżnić pięć głównych dialektów tego języka: tinompo, tiu, moiki, watu i karunsi’e. Dialekt tinompo (zwany również ngusumbatu) był odmianą używaną przez członków rodziny królewskiej Mori, toteż przez Holendrów został wypromowany jako standard i do dziś funkcjonuje jako odmiana prestiżowa.
Blisko spokrewniony język bahonsuai (odnotowany dopiero w 1999 r.) pochodzi z obszaru mori bawah, lecz zdążył się wyodrębnić, ulegając wpływom języka bungku. Dialekty watu i karunsi’e zawierają natomiast ślady substratu języka tolaki.
W literaturze język bywa określany jako „mori”; nazwa ta może odnosić się jednak do szerszej (niegenetycznej) grupy języków, obejmującej również mori atas i padoe (z zachodniej gałęzi języków bungku-tolaki). Pierwotnie termin „mori” był zarezerwowany dla mori atas, jednakże w okresie kolonialnym stał się określeniem różnych grup ludności. W 1991 r. ustalono, że mori atas, mori bawah i padoe to trzy odrębne języki. Mori bawah wykazuje znaczne wpływy mori atas.
Na początku XXI w. pozostawał w powszechnym użyciu, przy czym stopień jego znajomości zapewne różni się w zależności od miejscowości i dialektu. Dużą rolę odgrywa język indonezyjski wraz z lokalnym malajskim. W ośrodkach miejskich rodzime dialekty regionu są wypierane przez język narodowy; zaobserwowano redukcję przekazu międzypokoleniowego.
Badania lingwistyczne w regionie prowadził S.J. Esser, autor obszernego opracowania gramatycznego z 1927/1933. Jest to główne źródło informacji nt. języka mori bawah. Publikacja ta zawiera również pewne dane ze słabo poznanych dialektów. Istnieją także nowsze opracowania w językach indonezyjskim i angielskim: Struktur bahasa Mori (1981), Morfologi dan sintaktis bahasa Mori (1986) , The verb morphology of Mori, Sulawesi (1994) .
Jest zapisywany alfabetem łacińskim. Jego forma pisana występuje przede wszystkim w sferze religijnej.